# Municipio de San Nicolás (Guerrero)
El municipio de San Nicolás es uno de los 85 municipios que integran al estado mexicano de Guerrero. Fue constituido el 31 de agosto de 2021 por la LXII Legislatura del Congreso del Estado de Guerrero a partir de 10 localidades del municipio de Cuajinicuilapa.

## Historia
El 13 de julio de 2021 el Congreso del Estado de Guerrero aceptó la iniciativa enviada por el gobernador Héctor Astudillo Flores para la creación de cuatro nuevos municipios en el estado. Para validar la creación del municipio de San Nicolás se realizó una encuesta de opinión entre los habitantes de su territorio el 13 y 14 de agosto con el apoyo de la Facultad de Matemáticas de la Universidad Autónoma de Guerrero. Posteriormente, el 31 de agosto, el Congreso del estado aprobó formalmente la creación del municipio, escindiendo 10 localidades del municipio de Cuajinicuilapa.

## Demografía

### Localidades
En el censo de 2020 el municipio de San Nicolás contaba con 18 localidades.
| Código INEGI    | Localidad                  | Población (2020) |
| --------------- | -------------------------- | ---------------- |
| 120850001       | San Nicolás                | 3 249            |
| 120850008       | El Pitahayo                | 1 583            |
| 120850019       | Punta Maldonado            | 848              |
| 120850011       | Hacienda la Petaca         | 391              |
| 120850010       | El Tamale                  | 333              |
| 120850004       | El Cacalote                | 164              |
| 120850027       | Tejas Crudas               | 163              |
| 120850007       | El Jícaro                  | 152              |
| 120850005       | El Carrizo                 | 57               |
| 120850014       | La Bocana                  | 44               |
| 120850023       | Rancho Eurípides Navarrete | 12               |
| 120850021       | Rancho de Faustino Mendoza | 4                |
| 120850022       | Rancho de Santiago Pineda  | 4                |
| 120850006       | El Cusuco                  | 2                |
| 120850029       | Vicente Cortez Dos         | 2                |
| 120850003       | Domingo Vázquez            | 1                |
| 120850020       | Rancho Casa Blanca         | 1                |
| 120850024       | Rancho las Ases            | 1                |
| Total municipal | Total municipal            | 7 011            |